# Aparicio Méndez
Aparicio Méndez Manfredini (Rivera, 24 d'agost de 1904 - Montevideo, 27 de juny de 1988), advocat i polític uruguaià. Dictador entre 1976 i 1981.

## Biografia
Graduat en Dret, es va convertir en especialista en dret administratiu i professor de l'esmentada matèria a la Facultat de Dret de la Universitat de la República entre 1934 i 1955. Es va allunyar de la docència universitària com a conseqüència d'un enfrontament amb el gremi estudiantil, que l'acusava en cas de fer en classe l'apologia del règim feixista de Mussolini a Itàlia. Tanmateix, va adquirir gran prestigi, fins i tot internacional, com a jurista. Alguns dels seus llibres en aquest camp, com La teoria de l'òrgan segueixen sent utilitzats a nivell acadèmic i universitari. Pertanyent al Partit Nacional, va ser integrant de la Cort Electoral en els anys 1940, i ministre de Salut Pública entre 1961 i 1964. Dissolt el Parlament el 1973 per les Forces Armades, va ser nomenat per aquestes membre del Consell d'Estat, òrgan amb el que el règim militar va substituir l'òrgan legislatiu. Va passar després, el 1974, a presidir aquest cos. El 1976 va ser designat president de la República, càrrec que assumeix l'1 de setembre, encara que el poder efectiu estava a les mans dels militars. L'1 de setembre de 1981 el va reemplaçar ja un general, Gregorio Álvarez.
Va morir el 27 de juny de 1988 a Montevideo, justament el dia en què es complia el quinzè aniversari del cop d'Estat.